# Enric Marín
Enric Marín i Otto (Barcelona, 5 de junio de 1955) es un periodista y profesor español, doctor en Ciencias de la Información por la Universidad Autónoma de Barcelona. De 2010 a 2012 fue presidente de la Corporación Catalana de Medios Audiovisuales. Ha escrito numerosos trabajos y artículos en los ámbitos del periodismo, la cultura de masas, la historia de la cultura y la comunicación, las políticas comunicativas y la identidad cultural y la sociedad informacional.

## Trayectoria
Estudió en la Facultad de Ciencias de la Comunicación en la Universidad Autónoma de Barcelona donde desde 1978 es profesor titular adscrito al Departamento de Medios, Comunicación y Cultura del Área de Periodismo.
Es miembro de la Sociedad Catalana de Comunicación, miembro del Instituto de Estudios Catalanes.
Se doctoró con la tesis La premsa diaria de Barcelona durant la segona republica (1931-1936). Aproximació històrica i analisi formal.
Fue vicedecano de Relaciones exteriores de la Facultad de Ciencias de la Comunicación de la UAB de 1989 a 1991, decano de la Facultad de Ciencias de la Comunicación entre 1991 y 1995, y posteriormente secretario de la junta de gobierno de la UAB (1998-2002).
Ha participado como profesor en los programas de doctorado de la Universidad Autónoma de Barcelona, la Universidad Ramon Llull y la Universidad Abierta de Cataluña en asignaturas relacionadas con la historia de la comunicación. 
Investigador vinculado al (Institut de la Comunicació) de la Universidad Autónoma de Barcelona, ha sido profesor visitante a la Universidad de Ohio.
De 2001 a 2004 fue miembro de la Junta del Colegio de Periodistas de Cataluña, del Consejo de Administración de la Corporació Catalana de Ràdio i Televisió (2004 a 2006) i de Barcelona Televisió (2004). 

### Trayectoria política

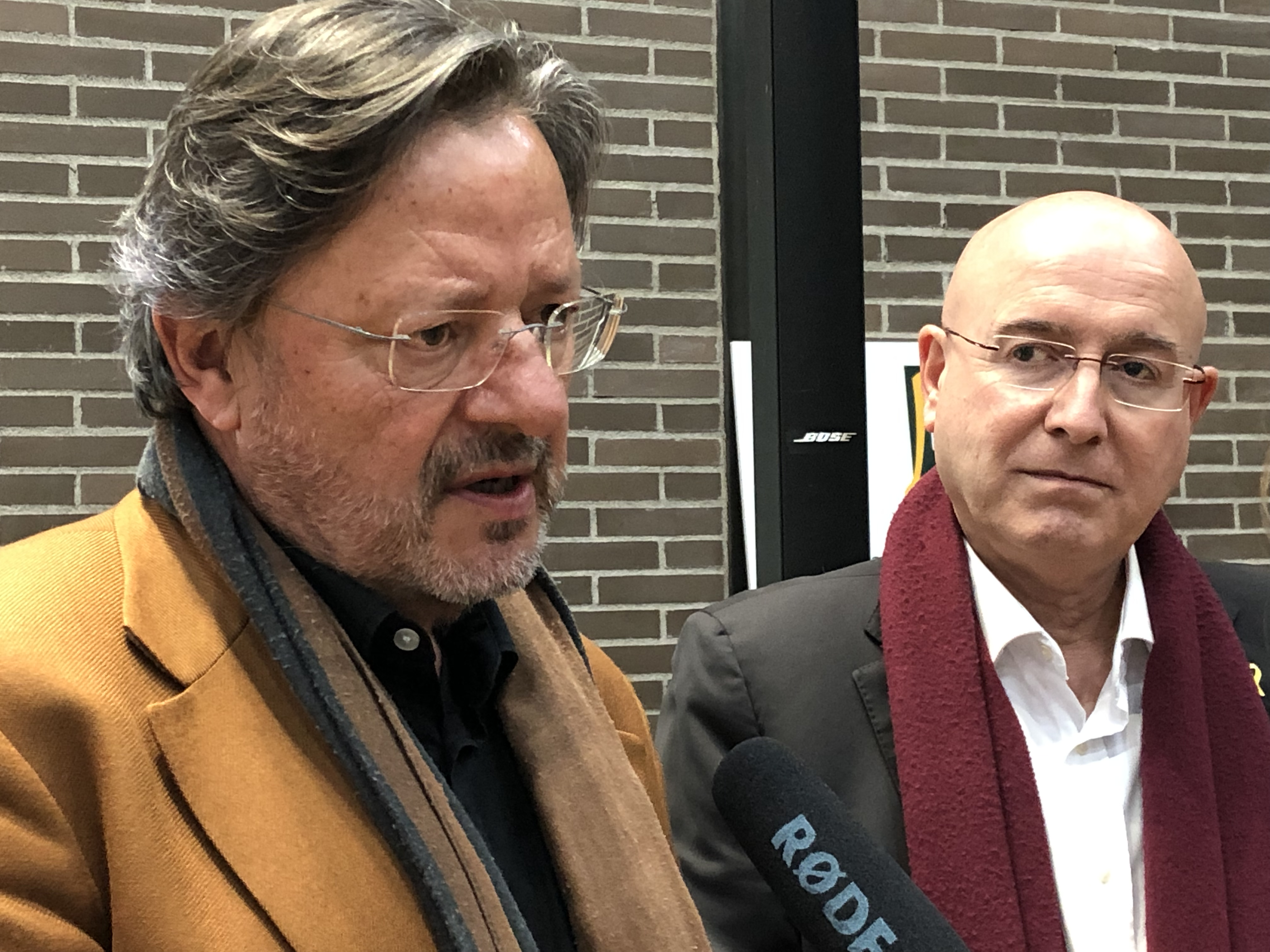
Enric Marín y Joan Manuel Tresserras en la presentación del libro "Obertura Republicana" Barcelona (2019)

Se inició en la política en las Plataformas Anticapitalistas. En 1987 ingresó en la Crida a la Solidaritat junto con el también profesor Joan Manuel Tresserras, con quien forma desde hace años tándem político-intelectual.
En aquel momento, poco después del atentado de ETA en Hipercor, ambos se distinguieron por señalar el rechazo del independentismo catalán a la vía de la violencia política. Conjuntamente obtuvieron en 1994 el Premio de Ensayo Joan Fuster con la obra Cultura de masses i posmodernitat.
Ingresó en Esquerra Republicana de Cataluña en el año 2000 junto con varios profesores universitarios que respondieron a un llamamiento realizado por Carles Bonet para reforzar la izquierda nacionalista y está considerado uno de los intelectuales independentistas que han contribuido a la renovación del discurso político de este partido.
En mayo de 2004 fue Secretario de Comunicación del gobierno de la Generalidad de Cataluña por ERC en sustitución de Miquel Sellarès, cargo que asumió hasta el 2006. También ha sido miembro del Consejo de Administración de Barcelona Televisión y miembro de la Junta de Gobierno del Colegio de Periodistas de Cataluña desde diciembre de 2001. 
De 2010 a 2012 asumió la presidencia de la Corporación Catalana de Medios Audiovisuales (CCMA) en sustitución de Albert Sáenz. Fue sustituido por Brauli Duart.
Desde 2016 es vocal de la Fundación Josep Irla.
En 2018 formó parte del comité de expertos para evaluar a las candidaturas al concurso público para el elegir el nuevo Consejo de Administración de RTVE.
En enero de 2019 publicó junto a Joan Manuel Tresserras el libro Obertura republicana (Pòrtic) en el que plantean la superación de los postulados nacionalistas propios del modelo clásico de estado y analizan el papel de liderazgo en Cataluña de una hegemonía emergente formada por clases medias y trabajadoras, sectores emprendedores y profesionales en la construcción de la República Catalana.

## Premios
- 1991 premio de ensayo Antoni Rovira y Virgili
- 1994 premio Joan Fuster de ensayo

## Publicaciones
- El regne del subjecte: per una teoria materialista de la comunicació social (1987) Joan Manuel Tresserras y Enric Marín i Otto Barcelona : El Llamp, 1987.  84-86066-92-1
- La colònia de la cultura o la cultura de la colònia (Editorial Empuries) (1988) coautor bajo el seudónimo de Aurora Puigmadrona con Joan Manuel Tresserras y Francesc Espinet.
- La premsa diària de Barcelona durant la Segona República (1931-1936): aproximació històrica i anàlisi formal Universidad Autónoma de Barcelona, 1991.  84-7488-717-8
- Cultura de masses i postmodernitat. (1995) Enric Marín i Otto, Joan Manuel Tresserras
- Obertura republicana (Pòrtic) (2019) Joan Manuel Tresserras y Enric Marín